# Високе (Славський район)
Висо́ке (рос. Высокое) — селище Славського району, Калінінградської області Росії. Входить до складу Большаковського сільського поселення.
Населення —  490 осіб (2015 рік). 

## Населення
| 2002 | 2010 |
| ---- | ---- |
| 495  | ↘490 |